# クリス・バトル
クリス・バトル（Chris Battle、男性、生年月日不明 - ）は、アメリカ合衆国のアニメーター、キャラクターデザイナーで、カートゥーン ネットワーク・スタジオに所属している。
代表作は「デクスターズラボ」、「パワーパフガールズ」のキャラクターデザイン。

## 略歴
1992年、カートゥーンネットワークに入社し、1993年に「ピンク・パンサー 」で初めてキャラクターデザインを担当した。1995年から1996年、1998年 - 2004年、2008年に「パワーパフガールズ」のキャラクターデザインを長年担当した。

## 関わった作品
太字は主に関わった作品

### テレビアニメ
- ピンク・パンサー （キャラクターデザイン、プロパティデザイイン/1993年）
- ぎゃあ!!!リアル・モンスターズ （キャラクターデザイン/1994年 - 1997年）
- パワーパフガールズ （キャラクターデザイン/1995年 - 1996年、1998年 - 2004年、2008年）
- デクスターズラボ （キャラクターデザイン、モデルデザイン/1997年 - 2003年）
- Imp, Inc. （キャラクターデザイン/2001年）
- Xiaolin Showdown （キャラクターデザイン/2004年 - 2005年）
- Coconut Fred's Fruit Salad Island! （キャラクターデザイン/2005年 - 2006年）
- El Tigre: The Adventures of Manny Rivera （キャラクターデザイン/2006年 - 2007年）
- Ka-Pow! （キャラクターデザイン/2008年）
- バットマン:ブレイブ&ボールド （2009年/モデルデザイン）
- The Haunted World of El Superbeasto （キャラクターデザイン/2009年）
- グリーンランタン：ファーストフライト （2009年/小道具デザイン）
- キック ザ・びっくりボーイ （キャラクターデザイン/2010年）
- Dan Vs. （キャラクターデザイン→リード・キャラクターデザイン/2012年 - 2013年）
- ベン10：オムニバース （キャラクターデザイン/2012年）
- ティーン・タイタンズ・ゴー! （キャラクターデザイン/2013年 - ）

### 映画/テレビ映画
- パワーパフガールズ・ムービー（キャラクターデザイン/2002年）
- パワーパフガールズ：ザ・ファイト・ビフォア・クリスマス（キャラクターデザイン/2003年)
- Coco（キャラクターデザイン/2017年)